# Turka (město)
Turka (ukrajinsky i rusky Турка, polsky Turka nad Stryjem) je město v Sambirském rajónu ve Lvovské oblasti na Ukrajině. K roku 2004 měla přibližně sedm a půl tisíce obyvatel.

## Poloha
Turka leží v Poloninách na Jablunce těsně nad jejím ústím do Stryje, pravého přítoku Dněstru. Od Lvova, správního střediska oblasti, je vzdálena přibližně sto kilometrů jihozápadně.

## Dějiny
První dochovaná zmínka o Turce je z roku 1431 v listině polského krále Vladislava II. Jagella. Ohledně původu jména se objevují tři spekulace. Mohlo by být odvozeno od Turků, od tura nebo od slova turja znamenajícího brána.
V roce 1730 získala Turka městská magdeburská práva.
Až do dělení Polska byla Turka součástí Koruny polského království, kde patřila do Přemyšlské země Ruského vojvodství. Pak připadla do habsburského impéria, kde byla součástí Haliče.
Po první světové válce byla Turka krátce součástí Západoukrajinské lidové republiky a pak se stala na celé meziválečné období součástí druhé Polské republiky. V ní patřila od roku 1921 do Stanislavského vojvodství a od roku 1931 do Lvovského vojvodství
Na začátku druhé světové války zabralo Turku nejprve nacistické Německo, ale ke konci září 1939 ji obsadil Sovětský svaz. V něm se stalo součástí Drohobyčské oblasti. V červnu 1941 Turku znovu obsadilo německá armáda v rámci operace Barbarossa a byla zařazena do Haličského distriktu. Rudá armáda město dobyla zpět koncem léta 1944.
Po konci druhé světové války se Turka stala součástí ukrajinské sovětské socialistické republiky. Po rozpadu Sovětského svazu se stala součástí samostatné Ukrajiny.

## Rodáci
- Ignacy Leonard Petelenz (1850–1911), rakouský pedagog a politik
- Jurij Orest Ivanovyč Tarnavskyj (* 1934), ukrajinsko-americký spisovatel